# Андріяшко Роман Олексійович
Роман Олексійович Андріяшко (нар. 24 липня 1948 року, с. Рунгури Івано-Франківської області — пом. 15 серпня 2024 року, м. Івано-Франківськ) — заслужений журналіст України, генеральний директор ІФ ОДТРК з 1990 по 2008 р., багаторічний працівник Івано-Франківського обласного радіо.

## Біографія
Народився 24 липня 1948 року в селі Рунгури Коломийського району. Батько — Андріяшко Олекса Дмитрович, мати — Жупник Євдокія Миколаївна.
Освіта:
- 1956—1964 — Рунгурська восьмирічна школа
- 1964—1966 — Печеніжинська загальноосвітня школа
- 1967—1972 — факультет журналістики Львівського Національного університету ім. Івана Франка.

У 1972 р. розпочав працю власкором Івано-Франківського обласного радіо. У 1976 р. став редактором редакції економіки, висвітлював галузь сільського господарства. У 1982 р. очолив редакцію економіки, став старшим редактором. У 1990 році рішенням трудового колективу Івано-Франківської ОДТРК очолив колектив, обійнявши посаду генерального директора Івано-Франківської ОДТРК.
Як керівник, скасував інститут дикторів, запровадивши персональне ведення новин журналістами ОДТРК. Повністю реформував сітку мовлення, запровадив тематичні цикли радіопрограм: «Золотий тік», «Отчий світильник», «Чим живеш, районе?», «Хто ми на цій землі».
Помер 15 серпня 2024 року в Івано-Франківську.